# María Barraza
María de las Ángeles Barraza Sánchez (ur. 2 sierpnia 1978) – meksykańska zapaśniczka w stylu wolnym. Zajęła szóste miejsce na mistrzostwach świata w 2000 i siódme w 2002. Szósta na igrzyskach panamerykańskich w 2003. Zdobyła trzy medale na mistrzostwach panamerykańskich, złoto w 1997 i 2000. Brązowy medal na igrzyskach Ameryki Środkowej i Karaibów w 2002 roku.